# Komárov (Bratislava)
Komárov (maďarsky Szunyogdi, německy Muckendorf) byla původně samostatná obec na pravém břehu Malého Dunaje, která byla v polovině 20. století připojena k Podunajským Biskupicím, jež jsou od roku 1972 součástí Bratislavy.

## Historie
První písemná zmínka o tomto sídle pochází z poloviny 14. století. V roce 1441 se objevuje jméno rychtáře Mikuláše (Nicolao villico de Zwnyg). V roce 1620 během povstání Gabriela Betlena se sídlo téměř vylidnilo a následně se zde v polovině 17. století usadili noví obyvatelé. Při požáru v roce 1847 celé sídlo vyhořelo. Ve 20. letech 20. století začal být používán český a slovenský název „Komárov“. V roce 1944 byl Komárov připojen k obci Podunajské Biskupice, čímž přestal být samostatnou obcí.

### Historické názvy

#### Doložené maďarské názvy
- 1341 Zunyugd
- 1441 Zwnyg, Zwnywg
- 1562 Zwnyogd
- 1628 Suniokh
- 1639 Szuniogde
- 1718 Szunyogh
- 1773 Szunyogdi[2]
- 1783 Szunӳogdÿ
- 1786 Sunyogdi
- od 1808: Szunyogdi,[2] nebo Szúnyogdi[pozn. 2]

#### Doložené německé názvy
- 1378 Muckendorf
- 1436 Mukchendorff
- 1439 Mokchendarff, Mockndarif, Mokkendarf, Mukkendorf
- 1459 Muksdarff
- 1593 Mughendorf
- 1773 Mukendorff
- 1796 Münchendorf
- 1783 Mukendorf
- 1786 Mückendorf
- od 1808 dodnes: Muckendorf, nebo Muckendorff[pozn. 3]

### Obyvatelstvo v 19. a 20. století
- V roce 1828 zde bylo 47 domů a žilo zde 341 obyvatel. V roce 1855 zde žilo 383 obyvatel a v roce 1884 zde žilo 481 obyvatel.
- V roce 1921 měla obec 615 obyvatel (93 % Maďarů).[2] Obyvatelstvo tvořili převážně katolíci.

## Památky
- Kostel svatého Josefa byl postaven v pozdně renesančním slohu v roce 1681. Dal ho postavit ostřihomský arcibiskup Juraj Pohronec-Slepčiansky, údajně na místě staršího kostelíka.